# Премьер-министр Кубы
Премье́р-мини́стр Ку́бы (исп. Primer Ministro de Cuba) — действующий глава правительства Кубы. Нынешним премьер-министром является Мануэль Марреро Крус (с 21 декабря 2019 года).

## История
Пост премьер-министра был введён Конституцией Кубы 1940 года; до этого главой правительства был Президент Кубы. Первым премьер-министром Кубы стал Карлос Саладригас-и-Сайяс, племянник бывшего президента Альфредо Сайяса-и-Альфонсо. В 1940—1959 годах на Кубе сменилось пятнадцать премьер-министров; при этом Феликс Лансис Санчес был премьер-министром дважды (1944—1945, 1950—1951), а Фульхенсио Батиста в течение одного месяца в 1952 году занимал посты президента и премьер-министра одновременно.
В 1959 году, после победы Кубинской революции, в Конституцию 1940 года были внесены поправки, значительно расширившие полномочия премьер-министра. После роспуска Конгресса Кубы правительство получило право управлять страной путём декретов, имеющих силу закона. Пост президента сохранился, но стал, во многом, номинальным — основные его полномочия перешли премьер-министру. Премьер-министром революционного правительства первоначально (в январе 1959 года) стал Хосе Миро Кардона, но уже месяц спустя его сменил Фидель Кастро, остававшийся в должности до 1976 года.
2 декабря 1976 года была принята новая Конституция Кубы. Она упразднила пост президента и ввела вместо него коллективного главу государства — Государственный совет Кубы. Правительство было переименовано в Совет Министров Кубы. Председателем Государственного совета и Председателем Совета Министров (по Конституции, эти посты были объединены и их занимал один и тот же человек) стал Фидель Кастро. В 2006 году он передал исполнение обоих этих должностей своему брату Раулю Кастро, а в 2008 году окончательно ушёл в отставку. С 21 декабря 2019 года правительство Кубы официально возглавляет Мануэль Марреро Крус.